# 1729 Beryl
1729 Beryl este un asteroid din centura principală, descoperit pe 19 septembrie 1963, de Goethe Link Obs..